# وی شیشکا
وی شیشکا (به انگلیسی: Vaisheshika) مکتب وی شیشکا یکی از شش مکتب فلسفی هندویی است.

## روح
وی شیشکا، به سانِ دیگر مکتب‌های هندو، قائل به جوهری به نام روح (آتمن) است.
روح به دو نوع تفکیک شده‌است:
1. روح فردی (جیوآتما) که همانا روح مخصوص به هر بدن است.
2. روح اعلی (پرَم آتما) که خالق جهان و همان ایشوره یگانه و بی همتاست.

روح در این مکتب همانا مُدرک کلیات، محمل ادراکات، مایه حیات، عامل خودآگاهی و وحدت بوده و به تعداد افراد بشر متعدد است.
دمیدن نفَس، باز دمیدن نفَس، بسته شدن پلک‌های چشم، بازشدن پلک‌های چشم، جنبش ذهن و خواص دیگر حواس، و نیز لذت، الم، میل، و بیزاری، همگی علامت روح است.
و با تکیه بر لزوم مصداقی برای لفظ و مفهوم «من»، و اینکه این مصداق نمی‌تواند جسم یا یکی از اعراض جسم باشد، به اثبات روح می‌رسد.
آنچه که وی شیشکا را در این مسئله از برخی مکتب‌ها، مانند ادویته ودانتا، جدا می‌کند، این است که وی شیشکا روح فردی را امری واقعی و متکثر به تعداد موجودات زنده می‌داند.

## وجوه مشترک
برخی مکاتب فلسفی هند نظیر مکتب «چارواکا»، «جایتا»، بودا، «نیایا»، «وی شیشکا»، «سانک‌های» ،یوگا، «می‌مام‌ساً» ودانتا مطرح است.
از وجوه مشترک این مکاتب، می‌توان به این موارد، اشاره کرد: «چگونگی زیستن به بهترین نحو ممکن»، «توجه به رنج انسان در زندگی»، «اعتقاد به یک نظم اخلاقی لایزال در هستی»، «هستی را منزلگاه اخلاق دانستن»، «جهل نسبت به واقعیت، یگانه علت رنج و اسارت»، «مراقبهٔ (مدیتیشن) مداوم»، «مهار نفس برای تمرکز ذهن بر روی حقایق نظری» و «اعتقاد به رهایی و آزادی به منزلهٔ والاترین هدف زندگی».